# Blindfold-Test
Ein Blindfold-Test ist ein in Schriftform veröffentlichtes Interview, bei dem der Interviewte – meist ein Musiker – von Tonträgern vorgespielte Musik erkennen und beurteilen soll.
Beim Blindfold-Test wird dem Musiker die jeweilige Platte nicht gezeigt. In der Regel werden ihm Ausschnitte aus zehn verschiedenen Alben vorgespielt. Nach jedem Beispiel soll er zunächst versuchen, den Titel und die Musiker zu identifizieren. Gleichgültig, ob ihm das gelingt oder nicht – in letzterem Falle werden ihm die beteiligten Musiker und weitere Einzelheiten zur Aufnahme mitgeteilt – muss er noch Stellung zu dem Gehörten nehmen. Der Blindfold-Test wurde von dem Jazzjournalisten Leonard Feather erfunden und 1946 erstmals mit Mary Lou Williams praktiziert. Er führte diese Blindfold-Tests als monatliche Kolumne zunächst in der Jazzzeitschrift Metronome ein; seit 1951 erschienen Feathers Blindfold-Tests im Down Beat. 
Der Blindfold-Test ist „als belebendes Verfahren später von anderen Publikationen übernommen worden.“ Im Bereich der Jazzzeitungen war dies die JazzTimes, die den Test in variierter Form als „Before & After“ verwendete. Auch die deutsche Musikzeitschrift Sounds und dann Musik Express/Sounds führte regelmäßig Blindfold-Tests mit Rockmusikern durch.